# Vans Warped Tour Compilation 2009
Vans Warped Tour Compilation 2009. es el décimo cuarto álbum recopilatorio del Warped Tour.

## Listado de canciones
Disco 1

| Disc 1 |                                                                 |                                                                                      |                         |          |  |
| N.º    | Título                                                          | Escritor(es)                                                                         | Artist                  | Duración |  |
| 1.     | «Co-Dependence Day»                                             | Fat Mike                                                                             | NOFX                    | 1:25     |  |
| 2.     | «Man with No Country» (from Float)                              | Dennis Casey, Dave King, Nathen Maxwell, Bridget Regan, Bob Schmidt, George Schwindt | Flogging Molly          | 3:04     |  |
| 3.     | «New Dark Ages» (from New Maps of Hell)                         | Brett Gurewitz                                                                       | Bad Religion            | 2:47     |  |
| 4.     | «We Are the Involuntary» (from Lost in the Sound of Separation) | Underoath                                                                            | Underoath               | 4:09     |  |
| 5.     | «I'm Made of Wax, Larry, What are You Made Of?» (from Homesick) | A Day to Remember                                                                    | A Day to Remember       | 3:00     |  |
| 6.     | «I Think That the World» (from the 20th Anniversary Series)     | The Bouncing Souls                                                                   | The Bouncing Souls      | 3:02     |  |
| 7.     | «Weightless» (from Nothing Personal)                            | All Time Low, Matt Squire                                                            | All Time Low            | 3:18     |  |
| 8.     | «Be All You Can't Be» (from Good Views, Bad News)               | Joshua Baird, Matt Koenig, Ty Vaughn                                                 | Broadway Calls          | 2:58     |  |
| 9.     | «Optimist (We Are Not for Them)» (from Never Better)            | P.O.S.                                                                               | P.O.S                   | 3:00     |  |
| 10.    | «Let the Games Begin» (from Free Your Mind)                     | Anarbor                                                                              | Anarbor                 | 3:20     |  |
| 11.    | «Girls Do What They Want» (from Can't Stop, Won't Stop)         | The Maine                                                                            | The Maine               | 3:13     |  |
| 12.    | «Splinters» (from The Sound of Human Lives)                     | Therefore I Am                                                                       | Therefore I Am          | 3:48     |  |
| 13.    | «Prisoner» (from Beauty Killer)                                 | Jeffree Star, God's Paparazzi                                                        | Jeffree Star            | 3:50     |  |
| 14.    | «Come and Get It» (from Come and Get It)                        | Obi Fernández, Thad Merrit                                                           | Westbound Train         | 2:54     |  |
| 15.    | «If Not for My Glasses» (from Drunk Like Bible Times)           | Ian Metzger, PJ Waxman, Chuckie Duff, Mark Kulvinskas, Robert Cissell                | Dear and the Headlights | 2:50     |  |
| 16.    | «Stay Out» (from Skip School, Start Fights)                     | Hit the Lights                                                                       | Hit the Lights          | 3:47     |  |
| 17.    | «Believe» (from Conviction)                                     | Aiden                                                                                | Aiden                   | 3:09     |  |
| 18.    | «Eulogy» (from The Great Awake)                                 | The Flatliners                                                                       | The Flatliners          | 3:19     |  |
| 19.    | «What a Wicked Gang Are We» (from Somewhere in the Between)     | Tomas Kalnoky                                                                        | Streetlight Manifesto   | 3:23     |  |
| 20.    | «America Underwater»                                            | LoveHateHero                                                                         | LoveHateHero            | 2:53     |  |
| 21.    | «Come Around» (from Come Around)                                | Sing it Loud                                                                         | Sing it Loud            | 3:22     |  |
| 22.    | «Shred, White and Blue» (from Someday Came Suddenly)            | Attack Attack!                                                                       | Attack Attack!          | 2:35     |  |
| 23.    | «Going Away» (from Here, Here and Here)                         | Meg Frampton, Dia Frampton                                                           | Meg & Dia               | 3:25     |  |
| 24.    | «STFUppercut» (from The Best in Town)                           | The Blackout                                                                         | The Blackout            | 3:14     |  |
| 25.    | «I’m Going All the Way» (from What We Live For)                 | Middle Finger Salute                                                                 | Middle Finger Salute    | 2:56     |  |

Disco 2

| Disc 2 |                                                                                                 |                                                                                          |                                     |          |  |
| N.º    | Título                                                                                          | Escritor(es)                                                                             | Artist                              | Duración |  |
| 1.     | «Sodom, Gomorrah, Washington D. C. (Sheep in Shepherd's Clothing)» (from The People or the Gun) | Anti-Flag                                                                                | Anti-Flag                           | 3:00     |  |
| 2.     | «Two Birds Stoned at Once» (from Bone Palace Ballet - Grand Coda)                               | Craig Owens, Bradley Bell, Derrick Frost, Matthew Goddard, Jason Hale, Patrick McManaman | Chiodos                             | 2:52     |  |
| 3.     | «Sassafras» (from With Roots Above and Branches Below)                                          | Mike Hranica                                                                             | The Devil Wears Prada               | 3:15     |  |
| 4.     | «Friends in the Armed Forces» (from Common Existence)                                           | Thursday                                                                                 | Thursday                            | 4:10     |  |
| 5.     | «All Souls Day»                                                                                 | Kris Roe                                                                                 | The Ataris                          | 3:48     |  |
| 6.     | «I'm Not Your Boyfriend Baby» (from Want)                                                       | Sean Foreman, Nathaniel Motte                                                            | 3OH!3                               | 3:45     |  |
| 7.     | «Born Dead» (featuring Scott Wade; from A Shipwreck in the Sand)                                | Silverstein                                                                              | Silverstein                         | 2:51     |  |
| 8.     | «The State of Florida» (from GNV FLA)                                                           | Less Than Jake                                                                           | Less Than Jake                      | 2:17     |  |
| 9.     | «Mama's Fried Potatoes» (from The Whole Fam Damnily)                                            | Reverend J. Peyton                                                                       | The Reverend Peyton's Big Damn Band | 2:27     |  |
| 10.    | «Eva the Carrier» (from Adelphia)                                                               | A Skylit Drive                                                                           | A Skylit Drive                      | 3:41     |  |
| 11.    | «Hell Hath No Fury» (from Hell Hath No Fury)                                                    | Liza Stefano                                                                             | Civet                               | 2:25     |  |
| 12.    | «Chasing the Night» (from Shh. Just Go with It)                                                 | Every Avenue                                                                             | Every Avenue                        | 2:55     |  |
| 13.    | «Down for Life»                                                                                 |                                                                                          | Voodoo Glow Skulls                  | 3:24     |  |
| 14.    | «Institution» (from Suiticide)                                                                  |                                                                                          | Pour Habit                          | 2:19     |  |
| 15.    | «Tree Village» (from Happiness)                                                                 | Dance Gavin Dance                                                                        | Dance Gavin Dance                   | 3:22     |  |
| 16.    | «But the NUNS Are Watching» (from You Can't Spell Slaughter Without Laughter)                   | Matt Mihana, Nabil Moo                                                                   | I Set My Friends on Fire            | 3:26     |  |
| 17.    | «Welcome to Oblivion» (from Attics to Eden)                                                     | Madina Lake                                                                              | Madina Lake                         | 3:03     |  |
| 18.    | «A Little Faster» (from A Little Faster)                                                        | There for Tomorrow, David Bendeth                                                        | There for Tomorrow                  | 3:05     |  |
| 19.    | «We Both Know» (from There Came a Lion)                                                         | Jeremy Gray, Wes Hart, Dusty Kittle, Scott Socia, Robert Woodward                        | Ivoryline                           | 3:06     |  |
| 20.    | «Into Hell's Mouth We March» (from A New Hope)                                                  | Vanna                                                                                    | Vanna                               | 3:01     |  |
| 21.    | «Gossip» (from Take Off Your Colours)                                                           | You Me at Six                                                                            | You Me at Six                       | 2:58     |  |
| 22.    | «Pessimist» (from Soho Lights)                                                                  | Tatiana DeMaria                                                                          | TAT                                 | 3:27     |  |
| 23.    | «I Created a Monster» (from Prelude to a Kill)                                                  | Mike Murder, Jesco                                                                       | Murderland                          | 2:25     |  |
| 24.    | «3 Bottles of Wine» (from Left Alone)                                                           | Elvis Cortez                                                                             | Left Alone                          | 3:30     |  |
| 25.    | «Classified» (from It's Classy, Not Classic)                                                    | Breathe Carolina                                                                         | Breathe Carolina                    | 3:14     |  |
| 26.    | «Fluent in Stroll» (from Fluent in Stroll)                                                      | Big D and the Kids Table                                                                 | Big D and the Kids Table            | 2:49     |  |